# III. Fülöp francia király
III. (Merész) Fülöp (Poissy, 1245. május 1. – Perpignan, 1285. október 5.) Franciaország királya (1270. augusztus 25-étől haláláig), IX. (Szent) Lajos és Provence-i Margit fia, IV. (Szép) Fülöp édesapja volt. Születésének időpontját számos forrás különböző áprilisi napokra teszi. Így például a Magyar Nagylexikonban Révai nagy lexikonát követve  április 3. szerepel, a Historia Cronologica április 20-át ad meg, Franciaország uralkodóinak listáján április 30. szerepel.
Édesapja halálakor éppen vele volt a VIII. keresztes hadjáraton Tuniszban, itt kiáltották ki királlyá. Koronázására 1271. augusztus 12-én került sor Reimsben, a béketárgyalásokat nagybátyjára, Anjou Károly szicíliai királyra bízta, aki 10 évre kötött fegyverszünetet. Gyengekezű, befolyásolható uralkodó volt, Merésznek a harcmezőn mutatott kiváló lovagi erényei miatt nevezték. A műveletlen, de igen vallásos Fülöp eleinte az Isteni színjátékban is megénekelt Pierre de la Broce, később pedig nagybátyja, Anjou Károly befolyása alatt uralkodott.
Nagybátyjától, Alphonse de Poitiers-től már koronázása évében megörökölte Toulouse grófságát, Poitou-t és Auvergne egy részét, amelyből Alphonse végakaratának megfelelően Avignon környékét, az ún. Comtat Venaissint X. Gergely pápának adományozta. 1274-ben megvásárolta Nemours-t. Több évnyi tárgyalást követően 1279-ben kötötte meg az amiens-i szerződést I. Eduárd angol királlyal, aki Guyenne birtokosaként a francia király hűbérese volt, amelyben átadta az angol uralkodónak Agenais-t a nagybátyai örökségből. 1284-ben fivére, I. Pierre d'Alençon halálával Alençon ura lett, és Perche-et is megszerezte. A területeket a királyi birtokok közé csapta.
I. Henrik király 1274-ben bekövetkezett halála után beavatkozott a Navarrai Királyság ügyeibe, és elérte, hogy a később IV. (Szép) Fülöpként ismert trónörököse feleségül vegye az anyja, Artois-i Blanka navarrai királyné és Ferdinand de la Cerda kasztíliai és leóni trónörökös gyámsága alá helyezett trónörököst, Navarrai Johannát.
Fülöp mindenben támogatta nagybátyja, Anjou Károly szicíliai törekvéseit az 1282-es szicíliai vecsernye mészárlásait követően. Ennek köszönhetően IV. Márton pápa kiközösítette a térséget megszerző III. Péter aragóniai királyt, és Merész Fülöp kisebbik fiát, Charles de Valois-t tette meg Aragónia királyának. Trónt azonban nem sikerült szerezni a koronához, mert a III. Fülöp által támogatott ún. aragóniai keresztes háború (1284 – 1285) csúfos vereséggel végződött a franciák számára, ráadásul az utánpótlás hiányától és járványoktól gyötört sereg visszavonulása közben Perpignan városában maga a király is odaveszett.

## Házasságok és utódok

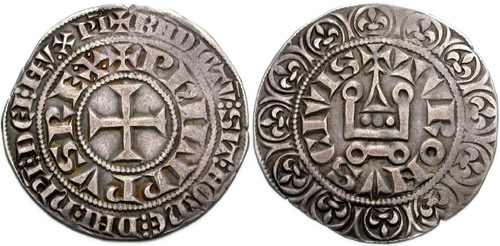
III. Fülöp livre tournois-ja

1262. május 28-án Clermont-Ferrandban vette el Aragóniai Izabellát, I. Jakab aragóniai király lányát. Izabella 1271-ben, a VIII. keresztes hadjáratról hazatérőben egy lóról leesve halt meg, Calabriában. Éppen ötödik gyermekükkel volt terhes.
E házasságból született:
- Lajos (1264 – 1276)
- IV. (Szép) Fülöp (1268 – 1314),
- Róbert (1269 – 1276 előtt)
- Károly (1270 – 1325), Valois grófja

1274. augusztus 24-én Merész Fülöp másodszor is megnősült, ezúttal Vincennes-ben. Választottja Brabanti Mária, III. Henrik brabanti herceg és Burgundi Adelhaid lánya volt, aki férje halála után kolostorba vonult, és 1321-ben halt meg.
E házasságból született:
- Lajos (1276 – 1319), Évreux grófja
- Margit (1282 – 1318), 1299-től I. Eduárd angol király felesége
- Blanka (1284 k. – 1305), 1300-tól I. Rudolf cseh király felesége